# Prémio José Afonso
Der Prémio José Afonso (portugiesisch für: José-Afonso-Preis) ist ein Musikpreis in Portugal. Er wird jährlich seit 1988 von der Stadtverwaltung von Amadora (Metropolregion Lissabon) für ein aktuelles Musikalbum verliehen.
Der Preis erinnert an den Sänger, Musiker und Komponisten José Afonso (1929–1987) und zeichnet jedes Jahr ein aktuelles, also im Vorjahr oder laufenden Jahr erschienenes Album portugiesischer Musiker aus, das Bezug auf portugiesische Kultur oder Geschichte nimmt. Die mit einer Entscheidungsbegründung versehene Verleihung erhält jedes Jahr landesweite Aufmerksamkeit der Presse und gilt als einer der renommiertesten Musikpreise im Land.
Der Prémio José Afonso ist mit 5.000 Euro dotiert. 

## Jury
Die Jury wird jedes Jahr neu zusammengesetzt. 2024 bestand sie aus folgenden Personen:
- der Musiker und Komponist Sérgio Azevedo, als Vertreter der Stadtverwaltung von Amadora,
- der Dirigent Pedro Teixeira da Silva, als Vertreter des Teatro Nacional de São Carlos, und
- die Musikerin A Garota Não, als Vorjahresgewinnerin.

## Preisträger
| Jahr | Album                                | Interpret                                      |
| ---- | ------------------------------------ | ---------------------------------------------- |
| 1988 | Para além das Cordilheiras           | Fausto                                         |
| 1989 | Negro Fado                           | Vitorino                                       |
| 1990 | Aos Amores                           | Sérgio Godinho                                 |
| 1991 | Janelas Verdes                       | Júlio Pereira                                  |
| 1992 | Correspondências                     | José Mário Branco                              |
| 1993 | Eu Que Me Comovo Por Tudo E Por Nada | Vitorino und António Lobo Antunes              |
| 1994 | Tinta Permanente                     | Sérgio Godinho                                 |
| 1995 | Traz Os Montes                       | Né Ladeiras                                    |
| 1996 | Maio Maduro Maio                     | José Mário Branco, Amélia Muge und João Afonso |
| 1997 | Polas Ondas                          | Vai de Roda                                    |
| 1998 | Bocas do Inferno                     | Gaiteiros de Lisboa                            |
| 1999 | Taco A Taco                          | Amélia Muge                                    |
| 2000 | O Primeiro Canto                     | Dulce Pontes                                   |
| 2001 | Vozes do Sul                         | Janita Salomé                                  |
| 2002 | Jorge Palma                          | Jorge Palma                                    |
| 2003 | Nove Fados E Uma Canção De Amor      | Carlos do Carmo                                |
| 2004 | À Porta Do Mundo                     | Filipa Pais                                    |
| 2005 | Torna Viagem                         | José Medeiros                                  |
| 2006 | nicht vergeben                       | /                                              |
| 2007 | Ceia Louca                           | Brigada Victor Jara                            |
| 2008 | Senhor Poeta                         | Frei Fado d'El Rei                             |
| 2009 | Chão                                 | Mafalda Veiga                                  |
| 2010 | Solo II                              | António Pinho Vargas                           |
| 2011 | Dois selos e um carimbo              | Deolinda                                       |
| 2012 | nicht vergeben                       | /                                              |
| 2013 | Demudado em tudo                     | 4uatro Ao Sul                                  |
| 2014 | Gisela João                          | Gisela João                                    |
| 2015 | Atlantic Beat / Mad"in Portugal      | O'queStrada                                    |
| 2016 | Mundo                                | Mariza                                         |
| 2017 | O Horizonte                          | Teresa Salgueiro                               |
| 2018 | Praça Do Comércio                    | Júlio Pereira                                  |
| 2019 | Do Avesso                            | António Zambujo                                |
| 2020 | Desalmadamente                       | Lena d’Água                                    |
| 2021 | Madrepérola                          | Capicua                                        |
| 2022 | Reservado                            | Eu.Clides                                      |
| 2023 | 2 de Abril                           | A Garota Não                                   |
| 2024 | hortelã                              | Maro                                           |